# 星のカービィ ウルトラスーパーデラックス
『星のカービィ ウルトラスーパーデラックス』（ほしのカービィ ウルトラスーパーデラックス）は、2008年11月6日に任天堂より発売されたニンテンドーDS用アクションゲーム。開発はハル研究所。星のカービィシリーズ第17作目となる。略称は「USDX」、「ウルデラ」など。アメリカでは同年9月22日、ヨーロッパでは2009年9月18日に発売された。
『星のカービィ スーパーデラックス』のリメイク版として製作され、2007年10月10日に行われた「任天堂カンファレンス・2007秋」で発表された。
シリーズにおいてリメイク作品は、『星のカービィ 夢の泉デラックス』以来2作目となる。

## 概要
いろいろな作品（モード）が入った、オムニバス形式のゲームであり、ゲームモードはSFC版から存在した全てのモードと全てのサブゲームに加えて、本作オリジナルの新しいゲームモードが4つ追加、タッチスクリーンで遊べて最大4人まで遊べる新しいサブゲームも3つ追加されており、ゲームモードは全11種類とサブゲームが全5種類収録されて、SFC版にあった一部のモードに新しい要素が追加されている。また、オープニング・エンディングを含めた全てのイベントシーンは、3DCGを用いたムービーによって展開される。SFC版のイベントムービーはある条件を満たすと見ることが出来る（各モードのOPのみ）。
前作のような2人同時プレイは、DSカード2枚で可能になっており、1Pはカービィ、2Pはヘルパーになる。グラフィックは『星のカービィ 参上!ドロッチェ団』をベースに新しく作り直して、SFC版のように見やすいサイズに変更し、スーパーデラックスのみに登場したキャラクターや『夢の泉デラックス』以降に登場する一部のキャラクターは全面的に新しく作り直し、アニメーションパターンも大幅に追加されている。また、ステージもより綺麗になっている。BGMとSEは一部のアレンジを除きSFC版を忠実に再現した形であり、DS版ならではの新規BGMやSEも収録されている。スーパーデラックスの敵の配置など大まかな部分は忠実に再現されているが、コピー能力の威力や、難易度の再調整は行われている 。
SFC版ではセーブデータが消えやすいという声も多かったが、ニンテンドーDSはメディア媒体がニンテンドーDSカードであるためデータの保存形式が半永久性のフラッシュメモリとなったため、セーブデータの保持性が高まっている。
なお、『スーパーデラックス』のディレクターを務めた桜井政博は、『大乱闘スマッシュブラザーズX』で制作された戦艦ハルバードのモデルを本作の開発会社に譲渡するという形で関わっている。また、熊崎信也がディレクターを務めた最初のカービィシリーズ作品である。

## ゲームモード
SFC版から既に存在するモードの詳細も表記。

### アクションモード（既存モード）
はるかぜとともに
最初からプレイできる。難易度は★。初心者がカービィに慣れるように作ってあるため、難易度は低い。なお、このモードのタイトル画面には『星のカービィ』のそれと同じBGMのアレンジ版が使用されている。

また、本モードの初心者の部屋はSFC版では説明の後に操作の練習ができたが、今作は操作の練習ができなくなっている。さらに、デデデの体力がSFC版よりも下がっており、戦場となるリングの外には、SFC版では観客席にマリオとルイージ、キノピオ、キャサリンがゲストとして登場していたが、今作ではキャサリンが抜けた代わりにピーチ、ワリオがゲスト出演している。また、画面最上段の電光スクリーンの表示がなくなり、観客の中には『タッチ!カービィ』のプクラ、『鏡の大迷宮』のビルゲ、『カービィのエアライド』のバルーンボンバーといった過去作の敵キャラクターも登場している。
2人ではるかぜ
DSダウンロードプレイによる2人プレイモード。通常はDS本体とソフトが人数分だけないと2人同時プレイができないが、このモードのみソフトを持っていない人でもヘルパーとなって一緒にプレイできる。ただし2PのDSにはゲーム画面が表示されないため、2Pは1PのDSゲーム画面を覗き込みながらプレイすることとなる。
白き翼ダイナブレイド
「はるかぜとともに」のステージ1をクリアすると遊べるようになる。難易度は★★★。ダイナブレイド戦の音楽が『カービィのエアライド』でのダイナブレイド登場イベントの編曲版（初代カービィのステージ2「キャッスルロロロ」のアレンジ版）となっており、ゴールゲームで残機アップしなかった時にもらえる得点が大幅に下がっている。
激突! グルメレース
SFC版と違って最初からプレイできず、「はるかぜとともに」のステージ1をクリアすると遊べるようになる。難易度は★★。新しく対戦モードが追加され、DSワイヤレスプレイで2人対戦が可能になっている。2Pで操作するのは黄色カービィ（キービィ）になっている。また、タイムアタックモードで現れるゴーストは『参上!ドロッチェ団』のゴーストカービィの姿となっている（SFC版では前の結果の追っかけものは星であった）。
洞窟大作戦
「はるかぜとともに」のステージ1をクリアすると遊べるようになる。難易度は★★★★。入手できるお宝の種類や値打ちがSFC版から一部変更されている（はる、なつ、あき、ふゆのおもいでが、「しきのおもいで」に統合されるなど。ただし、お宝の数は同じ）。
また、SFC版ではセーブポイントの奥にマキシムトマトが落ちてくるスイッチが配置されていたが、今作ではセーブポイントに乗るだけで体力を全回復できるようになった。また、下画面に現在地の分かるマップが表示され、各エリアの宝を全て入手すると目印が付くようになりお宝をコンプリートしやすくなった。

以下には、本モード登場のボスの主な変更点を挙げる。
ガメレオアーム
登場時の演出が追加され、「背景と同化する」という自身の特徴を端的に表したものとなっている。変色バリエーションは更に追加され14色になり、更にスーパーファミコン版では初期体色が黄だったのに対し、今作では登場時の初期体色がランダムで変わるようになった。
バトルウィンドウズ
魔法使いの顔がSFC版と比べて大きく変わっている。「おどりにんぎょう」の行動のひとつ『かくミサイルのスイッチをおした!』が、『おどりにんぎょうは じばくしようとした!』に変更された（どちらも何も起こらない。倫理的観点から）。バトルウィンドウズ戦で表示されるメッセージのバリエーションは更に増え、特にカービィが何らかの能力をコピーすると、それぞれのコピー能力の特徴に合わせて「○○をそうびした!」「○○をおぼえた!」などと表示される。また、ウィンドウズの四角い色は当時、青だったのに対し全てCGに作り直されている（モデルになったパソコンMac OSのモデルチェンジのため）。
魔人ワムバムロック
目や口など顔のパーツが石板のように変更され外見が大幅に変わり、表情もSFC版に比べ豊かになった。さらに、戦闘時の音楽もダイナブレイド戦と同じ曲に変更されている。
メタナイトの逆襲
SFC版と違い、DS版では「白き翼ダイナブレイド」クリアに加えて「激突! グルメレース」のグランプリで勝利して「洞窟大作戦」で初めてセーブすると遊べるようになる。難易度は★★★★。メタナイト達の会話の内容が微妙に変わっている箇所があり、鳥の姿をしたキャラクターが「バル艦長」と呼ばれるようになる。また、空中戦艦ハルバードのデザインが『スマブラX』のモチーフになっている。下画面には現在のハルバードの損傷状況が表示される。SFC版と違い、「つづきから」でクリア済みの過去のチャプターからのプレイも可能になった。また、ヘビーロブスター戦において専用のBGMが用意され、ペイント能力を使用した後、ヘビーロブスターの目にペンキが付着し、メタナイツとバル艦長が慌てるセリフが追加された。
銀河にねがいを
SFC版と違い、DS版では「洞窟大作戦」「メタナイトの逆襲」に加え「はるかぜとともに」をクリアすると遊べるようになる。難易度は★★★★★。ステージ中で入手したコピーのもとデラックスのコピー能力の切り替えは下画面をタッチすることでSFC版より簡単に切り替えやすくなった。また、夢の泉のデザインが『スマブラDX』のモチーフになっている。敵の配色が今までのゲームと異なり、使い捨ての能力を除き敵を飲み込んでもコピーができない。SFC版と異なり、ボスの体色も変化している。なお、SFC版にはなかった新ムービーが追加されており、ノヴァ内部はスクロールスピードの上昇、ステージの一部地形のカット、通過するのに狭い部分が多くなったなど、細かな調整が加わっている。バトルウインドウズのレッドドラゴンが「グランドドラゴン」に変更（配色も赤から茶色に変更）され、さらにマルクの体力が増えた。
格闘王への道
「銀河にねがいを」をクリアすると遊べるようになる。難易度は★★★★★★。SFC版では一度回復アイテムのマキシムトマトを取ると完全に消滅していたが、今回はマキシムトマトを一度取った後にボスを倒して休憩所へ戻ってくると取ったマキシムトマトの所に普通のトマトが出てくるようになった（そのトマトは一度取ったら消滅する）。そのため多少難易度は下がっている。また、速かったクリアタイムのベスト3が記録されるようになった。ボスは原作版と同じく19戦で、19戦目が必ずマルクである以外は登場順番がランダムである点も共通するが、1戦目のボスが下画面に表示され分かるようになった。なお、休憩部屋のBGMが「洞窟大作戦」のセーブ部屋のものに変わっており、タイトル画面の曲は新規のものに変わった（元のタイトル曲はオープニングムービーからの最初のコピー選択部屋に用いられた）。

### アクションモード（追加モード）
大王の逆襲
「銀河にねがいを」をクリアすると遊べるようになる新モード。難易度は★★★★★。ストーリーはデデデ大王がプププランドの秘宝「きらきらぼし」を奪ってカービィをおびき寄せ、リベンジを挑むというもの。新キャラや、初代のエクストラモード、『星のカービィ 夢の泉デラックス』以来の登場となる敵が登場する他、敵の体力が全体的に上がっていたりと難易度が上昇している。全5ステージ。ステージは全て新作であるが、一部地形は初代「星のカービィ」を忠実に再現している。「大王の逆襲」のネーミングのように、一部イベントは「メタナイトの逆襲」を模倣している部分もある。
ヘルパーマスターへの道
「格闘王への道」をクリアすると遊べるようになる新モード。難易度は★★★★★★。
各コピー能力のヘルパー（＋ソードナイト）を使ってボスを倒していくモードで、途中でヘルパーを変更することはできず、最後までコピー能力を固定して戦わなければならないほか、ヘルパー毎に移動速度やジャンプ力など基本的な能力が変わってくる（プラズマウィスプのように浮遊しているものもある）ため、それも把握しておく必要がある。最後のボスを倒すと、各ヘルパーごとの個別、全ヘルパー総合の2種類のクリアタイムのベスト3が記録される。
ボス数と回復アイテムの数が「格闘王への道」より減っている。また、「銀河にねがいを」に登場したボスは色違いになっており、体力も増加している。ボスの順番はすべて固定で、最後のボスは魔人ワムバムロックと、新ボスのワムバムジュエルの2連戦となる。使用キャラクターを問わず1回でも勝ち抜けばモードをクリアしたと扱われるが、全キャラでクリアすると「ヘルパーマスター」の称号が手に入り、SFC版で使われたムービーを見ることが出来るようになる。
タッグでプレイすることもできる（1人プレイの場合、残りの1人はCP）。その場合、2Pは1Pが選んだヘルパーと同じヘルパーで挑むことになる。基本的に1Pと同じで、受けたダメージは引き継がれるが、2Pは途中で体力が0になってやられた場合、そのボスを倒した後の休憩所で復活する。ただし、復活したときの残りHPは、1度目に復活したときは通常の1/2、2度目以降に復活した場合は通常の1/4となっている。
メタナイトでゴーDX
「大王の逆襲」をクリアすると遊べるようになる新モード。難易度は★★★★★。「DX」とあるのは『星のカービィ 夢の泉デラックス』の「メタナイトでゴー!」の続編扱いのためである。ストーリーは「メタナイトの逆襲」にてカービィに負けたメタナイトが自分を鍛えなおすために修行の旅に出るというもの。
メタナイトを操作して「はるかぜとともに」「白き翼ダイナブレイド」「洞窟大作戦」「メタナイトの逆襲」「銀河にねがいを」をプレイするが、一部変更が加えられている箇所もある（詳細は後述）。各モード間でのみセーブが可能（1つのモードの中ではセーブできない）。敵を倒すとポイントが溜まり、それを消費する事で4種類の技が使えるようになっている。
メタナイトの能力はカービィのコピー能力であるソードとほぼ同じだが全体的に強化されている。カービィのホバリングは攻撃判定のある「はばたき」にへんこうされたほか、剣は紐を斬るだけでなく、導火線への着火と、杭を打つことも可能。さらに、カービィでは使えない「うえつき」を繰り出すこともできる。その代わりに通常の回復アイテムがなくなり、マキシムトマトやコピーのもとが通常の回復アイテムになるため、ステージとしての難易度は上昇している。
なお、先述したように一部のステージは変更が加えられている。例えば、「洞窟大作戦」では一部のマップに行けない、「メタナイトの逆襲」では実質イベント戦闘だった最初のヘビーロブスターを倒さなくてはならなくなった代わりに、時間制限が無くなりリアクターを倒せばクリアとなる、「銀河に願いを」では星の攻略順が固定（フロリア→（中略）→ダークムーンの順）、ギャラクティック・ノヴァ戦とマルク戦がなくなり、代わりに新ボスギャラクティックナイトと戦うことになるなど。
真・格闘王への道
「ヘルパーマスターへの道」「メタナイトでゴーDX」をクリアすると遊べるようになる新モード。難易度は★★★★★★★。計10体の新登場ボスとのバトルを勝ち抜き、優勝を目指す。回復アイテムもあるが、マキシムトマトではなく普通のトマト5つのみで戦わなければならず、また1度取ると2度と復活しない。また、このモードでの休憩所では、2つのコピーのもとの内どちらか一方は必ずスリープになっているため、コピーの変更がしにくくなっている。
「大王の逆襲」に登場したボス計6体がランダムに登場した後、各新アクションモードのラストボス計3体（マスクド デデデ、ワムバムジュエル、ギャラクティックナイト）が決められた順番に登場、そして本モードにのみ登場するマルクソウルが10体目として立ちはだかる（なお、これら4体のラストボスは"四天王"と呼ばれ、彼らが姿を現すまで毎回［?］になる）。なお、これらの四天王戦前では休憩部屋のBGMが不穏なものに変わる。

### サブゲーム
新たに収録された3つのサブゲームは、いずれもタッチパネルのみを使ってプレイする。対戦相手は色違いのカービィ。DSダウンロードプレイでソフト1本でも4人まで遊ぶことができ、人数分のソフトがある場合はすぐに始めることができる。4人集まらなかった場合、他のプレイヤーはCPとなる。いずれも難易度はレベル3まで存在する。なお、SFC版に存在した2つのサブゲームは2人対戦が不可能になっている。
タッチ！刹那のカルタ取り
上画面に現れる絵柄と同じカルタを下画面から選び、素早くタッチするゲーム。3枚先取で勝利となる。本作には出てこないキャラの絵柄も多数存在する。フライングはお手つきとなり、1回休み。
タッチ! 早撃ちカービィ
次々と現れるマトをタッチで撃つゲーム。マトに描かれているキャラクターによって得点が異なり、ワドルディ、キャピイ、ブロントバードは10点、ワドルドゥ、ナックルジョーは20点、コックカワサキ、ボンカースは40点、デデデ大王、メタナイトは100点となっている。ボンバーをタッチすると50点減点されてしまう。弾（吸盤型）は弾数制限があり、弾が無くなると弾切れで撃つことができなくなってしまうが、ピンクの枠をタッチすることで弾が補充され、再び撃つことができるようになる。
爆裂コンベアタッチ!
ベルトコンベアで流れてくる食べ物をたくさん食べるゲーム。毛虫、爆弾、岩を食べてしまうとポイントが減ってしばらく止まってしまうのでタッチして除去する。なお、岩を壊すには2回タッチしなければならず、爆弾を食べるとコンベア上の食べ物が全滅するが、タッチすると相手のベルトコンベアに送ることができる。爆弾はスライドで任意のところに飛ばせる。なお、毛虫のついたマキシムトマトはタッチすることで毛虫が取り除かれ、通常のマキシムトマトとして食べられる。
かちわりメガトンパンチ
「格闘王への道」をクリアするとプレイ可能になる。グラフィックはSFC版のものをそのまま流用している。
刹那の見斬り
「メタナイトでゴーDX」をクリアするとプレイ可能になる。グラフィックはSFC版のものをそのまま流用している。

## 新キャラクター
本節ではスーパーデラックスに未登場のキャラで、本作で新しく登場するキャラクターについて記載する。スーパーデラックスから登場しているキャラクターについては各キャラクターの項目、および『星のカービィ スーパーデラックス』を参照。
コックワドルディ
「激突! グルメレース」の初心者の部屋で登場。ベルトコンベアを動かし、ベルトコンベアに乗っているカービィとデデデ大王に食べ物を供給している。グルメレース本編には登場しない。
ゴーストカービィ
「激突! グルメレース」でタイムアタックで2回以上同じステージをプレイすると出現する。『参上!ドロッチェ団』でコピー出来る「ゴースト」と同じ姿。1回目のカービィの動きをし、ブロックなどもすり抜ける。それによって、前回のプレイと比べる事が出来る。ゴーストカービィより早くゴールすると、次のタイムアタックでゴーストカービィの動きがその時のものになる。

### ザコ敵キャラクター
ギップ
バウンダーと差し替えられた敵キャラ。『星のカービィ 夢の泉デラックス』から登場している。羽の生えた豚の顔のような敵で、壁を這って移動し、鼻から星を飛ばしたりする。ただし、差し替えられたバウンダーは、完全に登場しない訳ではなく、デデデ大王戦での観客席には登場している。
カプセルJ2（ジェット）
前作のカプセルJと差し替えられた敵キャラ。ジェット機の先端部のような顔をした敵だが、攻撃方法はカプセルJと変わっておらず、ヘルパーにした場合もこれになる。その為オリジナルのカプセルJは本作には一切出てこない。
クーザー
「大王の逆襲」で登場する。第1作目である『星のカービィ』からの登場。初代からデザインが変更されている。ブロントバートの上位互換キャラで、かなり動きが不規則かつ俊敏になっている。
フロッツォ
「大王の逆襲」で登場する、タコの姿をした敵キャラ。第1作目である『星のカービィ』からの登場。スクイッシーの上位互換キャラ。水陸関係なく襲ってくる上に、空中に跳んでくることもある。
ブラッチー
「大王の逆襲」で登場する、シャッツォを強化した大砲の姿の敵。第1作目である『星のカービィ』からの登場。弾を最高6連射するタイプと、5方向に弾を発射する2つのタイプがある。シャッツォと同じく無敵であるため、倒すことはできない。ただし初代とは異なり、常に一定間隔での発砲はしてこない。
カウカン
「大王の逆襲」で登場する、ペリカンに似た敵キャラ。第1作目である『星のカービィ』からの登場。初代と違い、トゥーキーの強化キャラである。トゥーキーよりもすばやく、集団で現れることもある。
グランプルス
「大王の逆襲」で登場する、ザコ敵。第1作目『星のカービィ』からの登場。容姿は初代通りに少し怖い顔である。カブーの上位互換キャラ。移動速度などがカブーと比べて速く、壁をすり抜けて出てくることもある。
ソードナイト（ソード）
「大王の逆襲」「メタナイトでゴーDX」「ヘルパーマスターへの道」で登場する。吸い込むと「ソード」のコピー能力を得られる。『星のカービィ 夢の泉の物語』等の過去作から登場。メタナイトは稀にブレイドナイトの代わりにヘルパーとして召喚できる。ブレイドナイトの上位互換といえるキャラで、行動パターンはブレイドナイトと同じだがかなり素早く、体力も高くなっている。また、ヘルパーとしての使用時は、カービィの「ソード」ではできない「うえつき」を繰り出すことができる。
ヤリワドルディ
「大王の逆襲」で登場。『タッチ!カービィ』にも登場したワドルディで槍を装備しており、突き攻撃をしてきたりする。『タッチ!カービィ』の時とは違い、槍を投げたりはしない。
パラソルヤリワドルディ
「大王の逆襲」で登場。本作初登場。パラソルと槍を両方装備したワドルディで、上空からゆっくり降りてきて、着地するとパラソルを手放し槍で攻撃してくる。
ガルベル
「大王の逆襲」で登場する、グリゾーを強化したトラのような姿の敵キャラ。本作初登場。ダッシュの時の動きがかなり速くなっている上にとても体力が高く、一撃で倒すのは困難。
クロウカース
「大王の逆襲」で登場する、ツイジーを強化したカラスのような姿の敵。本作初登場。HPが増えたり、跳ねる時の距離と速度が上がっているが、ツイジーとほぼ同じであまり大差はない。一箇所に浮いて上下するだけの個体も存在する。
ペロット
「大王の逆襲」で登場する、ポピーブロスJr.を強化したピエロのような姿の敵。本作初登場。ポピーと比べると、爆弾を持ったタイプは、上昇が低く上昇と落下が早くなり、放物線が極端になっている。ブーメランを持ったタイプは、ブーメランが投げて戻っていく時間が短くなっている。リンゴに乗ったタイプは、全体的に耐久が高くなり速度も上がっている。ペローとも呼ばれる。
ポイズンマッシュ
「大王の逆襲」で登場する、キャピィを強化した毒キノコのような姿の敵。本作初登場。キャピィと比べ速度が上がっており、体力も高く、素早く上部の笠を飛ばしたりする場合がある。
Mr.アングリップ
「大王の逆襲」で登場する、スカーフィを強化した青リンゴのような姿の敵。本作初登場。怒ると赤くなって髑髏のような顔になり、背を向けるだけで襲ってきたりするパターンや、吸い込もうとすると高速で前進したりする種類もある。スカーフィと同じく、コピーの「ぶんせきの光」で、クラッシュをコピーできる。マッドアップルとも呼ばれる。
ローズラブリー
「大王の逆襲」で登場する、ラブリーを強化したバラのような姿の敵。本作初登場。攻撃速度、範囲がかなり強化されており、体力も高くなっている。

### 中ボスキャラクター
ファンファン
「大王の逆襲」や「真・格闘王への道」で登場する象の姿の中ボス。『星のカービィ 夢の泉デラックス』や『星のカービィ 鏡の大迷宮』で登場する。長い鼻でカービィを捕まえ投げ飛ばしたり、リンゴを投げつけてきたり、体を丸めて突進したりする。
ファイアーライオン
「大王の逆襲」や「真・格闘王への道」で登場する中ボス。『星のカービィ 夢の泉の物語』（および『夢の泉デラックス』）から。その名の通り炎をまとったライオン。「大王の逆襲」の最終ステージでは2体同時に出現する。カービィを捕まえてひっかいたり、噛み付いたり、体当たりしてきたりする。
グランドウィリー
「大王の逆襲」や「真・格闘王への道」で登場する中ボス。『星のカービィ 夢の泉の物語』（および『夢の泉デラックス』）から登場。自ら突進してきたり、小型ウィリーをけしかけて攻撃する。
Mr.チクタク
「大王の逆襲」や「真・格闘王への道」で登場する中ボス。『星のカービィ 夢の泉の物語』（および『夢の泉デラックス』）からの登場。目覚まし時計の姿をした敵。体を鳴らしたり、音符を飛ばしたりして攻撃する。
バンダナワドルディ
「大王の逆襲」の最終面で登場。性能はSFC版の「格闘王への道」に登場した「ワドルディ」と同じで、違いは外見と名前程度である（ただし「格闘王への道」では「ワドルディ」のみとなっている）。
デデデ大王の側近であるらしく、会話にも登場する。慌てふためく大王をなだめる役回りだが、戦闘には自信がないようである。倒された後にもマスクドデデデ戦では観客席におり（カービィがダメージを受けると喜ぶ）、エンディングにも登場する。

### ボスキャラクター
グランドドラゴン
バトルウィンドウズの敵の一体で、SFC版のレッドドラゴンとの差し替えで登場した新ボス。「ヘルパーマスターへの道」で色違いが登場する。都合上名前が変わっただけで、攻撃内容はレッドドラゴンと変わらない。
ウィスビーウッズ リベンジ
「大王の逆襲」のステージ1に登場する紫色の葉のウィスピーウッズ。攻撃パターンが強化されており、落下物にゴルドー、吸い込めないジャンボけむし、吸い込むとダメージを受ける毒リンゴが追加されている。口からは空気弾の他に、新たにダメージの大きい竜巻を吐き出すようになる。
ロロロ&ラララ リベンジ
「大王の逆襲」のステージ2に登場する。『星のカービィ』で登場した時のように、四段の足場で登場。基本的な攻撃パターンは変わっていないが、時間が経つとゴルドーが単体で登場する。また、ロロロかラララをどちらか倒すと、残った方は移動速度がアップする。なお、体色がロロロは紫、ラララはオレンジに赤いリボンと変化している。
クラッコJr リベンジ
「大王の逆襲」のステージ3に登場する紫色のクラッコJr。高速スピードによる体当たりやボム投下など、かなり強化されている。
クラッコ リベンジ
「大王の逆襲」のステージ3に登場するクラッコ。雲が紫色になり、棘も増えている。移動スピードが大幅に上がり、新たに八方向への放電攻撃「クロスサンダー」が追加された。
飛行砲台カブーラー
「大王の逆襲」のマウントデデデ上空としてカービィとスターシップでの空中戦となる。『カービィのブロックボール』から再登場のボスで、飛行船と大砲のデザインが変わった。ゴルドーやキラーのような大型ミサイル「カブーラー・カノン」など初登場時より多彩な攻撃を行うが、普通の砲弾は破壊可能になっている。また、カブーラーとの戦闘が開始した瞬間に、CPヘルパーが強制的に消滅する（同じくスターシップを使う「銀河にねがいを」のギャラクティック・ノヴァ戦も同様）。

### 新ラストボス（四天王）
マスクド デデデ
「大王の逆襲」のラストボス。『大乱闘スマッシュブラザーズX』でデデデ大王が使っていたハンマーを彷彿とさせる「ニューデデデハンマー」を携え、カービィとの長年の因縁に決着をつけようとする。鋼鉄の仮面をかぶって登場する。メタナイト戦のように、戦闘前にはハンマーが用意されている（「真・格闘王への道」ではハンマーはなく、すぐに戦闘開始となる）。当たるとダメージを受ける電気の流れた金網に囲まれるステージで、凄まじい攻撃力を誇る「デデデトルネイド」等の新技を披露するなどかなりの強さになっている。「デデデ大王」の項も参照。
魔人ワムバムジュエル
「ヘルパーマスターへの道」のラストボス。決勝戦で魔人ワムバムロックを倒すと登場。ワムバム族の王で、目が三つ目になり、その名の通り手や顔の飾りがダイヤモンド状になっている。ワムバムロックの攻撃内容が強化され、指からビームを出す「フィンガーピストル」、ガード不可能の「グライドパンチ」など新しい攻撃パターンも追加された。体力が少なくなるとフィンガーピストルが発射弾数を増やし、グライドパンチは往復パンチとなるため、隙が少なくなる。
ギャラクティックナイト
「メタナイトでゴーDX」のラストボス。強大な力を持つ故に恐れられ封印された銀河最強の戦士。剣の道を究めるべく強者との戦い事を望むメタナイトが、ギャラクティック・ノヴァに頼んで蘇った。攻撃はメタナイトとよく似た剣技に加え、周回するレーザービームを出す「レボリューションソード」やメタナイツのクローン（全員紫色を基調としたカラーリングに変更されている）の召喚などもしてくる。よけづらい攻撃が多いが、このボスは地面から浮いているため、しゃがめばほとんどの攻撃が回避可能になる。「ムーンショット」のビームからはソードのコピーが手に入る。
マルク ソウル
「真・格闘王への道」のラストボスにして本作の事実上の真のラストボス。カービィに倒され、ノヴァに激突したマルクがノヴァの力を吸収し、より邪悪な存在となって蘇った。狂気を帯びた表情や、舌を出して笑うなど、マルクよりも道化師らしくなっている。
攻撃内容が強化されており、殆どの攻撃がガード削りかガード無効になっている。さらに体力が少なくなると、攻撃テンポそのものが上がり、ダメージを与えること自体が難しくなってくる。
『タッチ!カービィ』のラストボス「ドロシア ソウル」と類似した攻撃パターンとして、自分の体をばらばらにして雨のように降らせる「スプラッシュマルク」、自分の体を割いて突進する「デッドリーボウル」を繰り出す。「スプラッシュマルク」からはペイントの能力も手に入る。「アイスボウル」を飲み込むとアイスをコピー出来る。倒すと、悲鳴をあげながら体が2つに割れ消滅する。

## スーパーファミコン版との違い
基となったスーパーファミコン版（以下SFC版）との明確な変更点などを挙げる。ただし、前述してきた追加要素はここでは省略する。

### システム面
- アクション時やボス戦時にポーズにするとオリジナルでは静止画面になるだけだったが、今回は全てゲームおよびコピー説明画面に移動する（その為、ゲーム中でもタイトル画面へ戻れるようになった）。
- コピー能力を他作品同様にセレクトボタンで外せるようになった（前作通り「ヘルパー召還→能力アイテムに戻す」の手順も可能）。
- キー配置は『ドロッチェ団』に準拠しておりSFC版と異なっている。キーコンフィグ機能もない。
- 以下は微調整の入った仕様
- SFC版に存在したバグが殆ど無くなった（完全に無くなった訳ではなく、まだいくつか残っている）。
- Xボタンで各モードのオープニングを見られる機能が無効となった（タイトル画面で数秒待つと見られる）。
- 各能力の無敵性能の時間が短縮した。逆にボスがダメージを受けた際に発生する無敵時間は若干引き伸ばされた。また、クラッコなど一部の敵の技には、対インビジ性能が追加された。これはカービィが無敵キャンディの状態では該当するボスの技でもダメージを受けないため、対無敵性能とは言いがたい。
- 無敵キャンディで中ボスを一撃で倒せなくなった。
- カービィの吸い込み範囲が大きくなった。
- 一部のボスの動きや行動パターンが変わった。
- 敵キャラが水中や溶岩等で自滅しても得点が入らなくなった。
- メタナイトやヘビーロブスター、中ボスなど一部のボスの攻撃でカービィが吸い込むことができる「星」を出す機会が増えている。また、この「星」のカービィに対する攻撃判定が無くなり画面上に星が出現している時間も大幅に延長されている（一部の技でつかみやすくなった）。
- 一部のコピー能力の仕様が変わっている。特に「コピー」のヘルパーキャラクターであるタックのみ、「キャットマグナム」という溜め技が追加されている。
- 「ソード」のヘルパーであるブレイドナイトでも、ソードビームが撃てるようになっている（SFC版ではカービィのみの技だった）。
- コックカワサキに「コピー」のぶんせきの光を使うと得られる能力が「コック」に変更（SFC版では倒した時を除いて「ソード」「ウィング」「カッター」「ビーム」の中からランダムで得られた）。
- 最近の作品における、カービィの床などへの着地時に弾む仕草が追加され、敵キャラクターにおいても仕草がリアルになったり、表情にバリエーションが増えている。なお、すっぴんの場合のみ、地面や床に着地する前に吸い込みをすれば弾むのを防げる。
- 二連主砲のビームや、ファッティホエールの水飛沫を、吸い込みで回避できなくなった。
- 洞窟大作戦での各エリアの移動で乗車するトロッコは、進行方向の十字キーを押していても、終点の突き出ている壁に突っ込んだ際、手前に跳ね返されて、壁を直接越えられなくなった。
- 既存の中ボス、及びボスについては、後に登場する強化版（リベンジ、ソウルなど）の為に、行動する速度や攻撃が若干緩やかになり、交しやすくなった。

など、さまざまな変更点がある。

### 演出面
- 全体的にメッセージ内容がわかりやすい一般的な言葉になっている。
- コピー能力の説明文が全て新たに書き下ろされ、カービィ・ヘルパーの状態を表すグラフィックがシンプルなピクトグラムに変更された。しかし、SFC版のものが完全に無くなった訳ではなく、コピー能力技の一覧表の説明文部分で用いられている。また、一部のボス戦でポーズをかけると特殊な説明文が表示される。
- ヘルパーのプラズマウィスプの色が黄緑からライムグリーンに変更された。ただし、黄緑の方は「ヘルパーマスターへの道」に登場する。
- プラズマをコピーした時のカービィの体の色が、SFC版ではピンクのままだったが、今作では緑色に変色するようになった。
- ハンマーをコピーした際カービィはハンマーを装備するだけだったが、今作ではねじり鉢巻も装備するようになった。
- カッターの技で、SFC版が「カッターめったぎり」だったものが、今作では「カッターめったぎり〜ファイナルカッター」に変更された（仕様はほぼ同じ）。これは、『大乱闘スマッシュブラザーズシリーズ』の影響である[要出典]。
- 体力が0になると「その場で爆発して消える」だけだったボスにも、専用のやられグラフィックや演出が追加された。
- ストーンで変身する姿のバリエーションが大幅に増えている他、変身時に微かにジャンプするようになった。
- クラッシュ発動後にSFC版ではカービィが疲れ果てるシーンがあったが、カットされた。
- SFC版では、モードごとにカービィのライフゲージのデザインが異なったが、今回はすべて同じデザインに統一された。
- ペイント能力使用後は、筆を歌舞伎のように降るようになった。
- 接触すると、敵の方が先にダメージポーズをとるようになった。
- グリゾーの突撃を受けても、頬張っているものを吐き出さずただダメージを受けるだけになった。
- タックに奪われた能力を倒して取り戻す際、SFC版ではそのままその能力に戻ったが、本作ではその場に能力アイテムが置かれるようになった。
- ダメージSEが、カービィとヘルパーで分けられた。
- 全体的に効果音が軟らかなものへと変わり、マルクの使用技や、ボスの撃破時のフラッシュがなくなる他、軟らかな画面効果へと抑えられた（ポケモンショックの影響）。

## その他
- 「大王の逆襲」のステージ2の隠し扉に入るとブロックでHALと書かれた場所に行く事が出来る。
- 「はるかぜとともに」のクラッコ直前の所で上にあがり月にはいることができる。「大王の逆襲」でも可能。

## 攻略本
- 任天堂公式ガイドブック 星のカービィ ウルトラスーパーデラックス ISBN 9784092271326 - 小学館
- Nintendo DREAM 任天堂ゲーム攻略本 星のカービィ ウルトラスーパーデラックス ISBN 9784839930844 - 毎日コミュニケーションズ
- 星のカービィ ウルトラスーパーデラックス ザ・コンプリートガイド ISBN 9784048675345 - アスキー・メディアワークス
- 星のカービィ ウルトラスーパーデラックス かんぺきサポートガイド ISBN 9784757746381 - エンターブレイン

## サウンドトラック
星のカービィ ウルトラスーパーデラックス サウンドトラック
クラブニンテンドー限定アイテム。2008年11月6日交換受付開始。本来は400ポイントだが、本ソフトのポイントを登録したユーザーのみ、2009年1月12日までは「星のカービィ ウルトラスーパーデラックス サウンドトラック」優待交換キャンペーンとして250ポイントで交換可能であった。
楽曲はゲーム中から33曲を収録。更にボーナストラックとしてUSDXアレンジなる楽曲が3曲収録されている。